# The Gay Shoe Clerk
The Gay Shoe Clerk je americký němý film z roku 1903. Režisérem je Edwin S. Porter (1870–1941). Film trvá zhruba jednu minutu.

## Děj
Film zachycuje prodejce bot, jak navléká a zavazuje jedné zákaznici lodičku. Žena mu postupně odhalí až po koleno nohu, což muž pochopí jako signál, že ji může políbit. Když to však udělá, dostane několik ran do zad deštníkem od jejího doprovodu, který ji na závěr odvede pryč.

## Obsazení
| Edward Boulden | prodavač |